# Machaerina acuta
Machaerina acuta là loài thực vật có hoa trong họ Cói. Loài này được (Labill.) J.Kern mô tả khoa học đầu tiên năm 1959.